# Ariadne auf Naxos (Benda)
Ariadne auf Naxos (Ariadne på Naxos) är en tysk opera (melodram) i en akt med musik av Georg Benda och libretto av Johann Christian Brandes.

## Historia
Verket var Bendas första melodrama, i vilken tal kombinerades med orkestermusik. Då verket involverar två karaktärer, Ariadne och Theseus, är den riktiga beteckningen duodrama. Det var inte det tidigaste försöket av sin sort i Tyskland då både Franz Aspelmayr och Anton Schweitzer 1772 hade tonsatt samma text av Jean-Jacques Rousseaus melodrama Pygmalion. Verket hade premiär den 27 januari 1775 på Schloss Friedenstein i Gotha. Brandes skrev rollen som Ariadne till sin hustru Esther Charlotte Brandes. Mozart beundrade Ariadne auf Naxos och även om han aldrig komponerade någon duodrama åstadkom han ett miniatyrmelodrama med sin ofullbordade Zaide. Andra tonsättare som inspirerades av Benda var Beethoven (i Fidelio) och Carl Maria von Weber (i Friskytten).

## Personer
- Aridane (talroll)
- Theseus (talroll)

## Handling
Ariadne ligger sovande på Naxos strand. Hennes älskare Theseus betraktar henne. Han känner att ödet säger honom att lämna Ariadne och ge sig av. Han flyr från Ariadne och seglar iväg på sitt skepp. Ariadne vaknar upp och finner sig övergiven av den trolöse Theseus. Hon beklagar sitt öde och begår självmord.